# Laholms landsförsamling
Laholms landsförsamling tillhörde Göteborgs stift. Församlingen uppgick 1972 i Laholms församling.

## Administrativ historik
Församlingen har medeltida ursprung.
Församlingen var till 1972 annexförsamling i pastoratet Laholms stads- och landsförsamlingar. År 1972 införlivades Laholms landsförsamling i Laholms stadsförsamling som då namnändrades till Laholms församling.

## Kyrkor
Laholms landsförsamling hade ingen separat församlingskyrka utan använde stadsförsamlingens Laholms kyrka.